# Christopher McVey
Christopher McVey (Sparsör, 1997. április 12. –) svéd korosztályos válogatott labdarúgó, az amerikai San Diego hátvéde.

## Pályafutása

### A klubcsapatokban
McVey a svédországi Sparsör községben született. Az ifjúsági pályafutását a helyi Sparsör csapatában kezdte, majd az Elfsborg akadémiájánál folytatta.
2018-ban mutatkozott be az Elfsborg első osztályban szereplő felnőtt keretében. A 2019-es szezonban a másodosztályú Dalkurdnál szerepelt kölcsönben. 2022. január 14-én hároméves szerződést kötött az észak-amerikai első osztályban érdekelt Inter Miami együttesével. Először a 2022. február 27-ei, Chicago Fire ellen 0–0-ás döntetlennel zárult mérkőzésen lépett pályára. Első gólját 2022. július 31-én, a Cincinnati ellen hazai pályán 4–4-es döntetlennel végződő találkozón szerezte meg. 2024. február 1-jén a DC United szerződtette.
2024. december 11-én a bővítési draftott követően a San Diego kétéves szerződést kötött vele.

### A válogatottban
McVey az U17-es és az U18-as korosztályú válogatottakban is képviselte Svédországot.

## Statisztikák
2024. október 27. szerint
| Klub                 | Szezon   | Osztály     | Bajnokság | Bajnokság | Kupa  | Kupa | Nemzetközi | Nemzetközi | Összesen | Összesen |
| Klub                 | Szezon   | Osztály     | Meccs     | Gól       | Meccs | Gól  | Meccs      | Gól        | Meccs    | Gól      |
| -------------------- | -------- | ----------- | --------- | --------- | ----- | ---- | ---------- | ---------- | -------- | -------- |
| Elfsborg             | 2017     | Allsvenskan | 1         | 0         | 0     | 0    | —          | —          | 1        | 0        |
| Elfsborg             | 2018     | Allsvenskan | 1         | 0         | 0     | 0    | —          | —          | 1        | 0        |
| Elfsborg             | 2020     | Allsvenskan | 6         | 0         | 2     | 1    | —          | —          | 8        | 1        |
| Elfsborg             | 2021     | Allsvenskan | 23        | 0         | 4     | 1    | 5          | 0          | 32       | 1        |
| Dalkurd (kölcsönben) | 2019     | Superettan  | 16        | 1         | 1     | 0    | —          | —          | 17       | 1        |
| Inter Miami          | 2022     | MLS         | 35        | 1         | 3     | 0    | —          | —          | 38       | 1        |
| Inter Miami          | 2023     | MLS         | 16        | 0         | 4     | 0    | 3          | 0          | 23       | 0        |
| DC United            | 2024     | MLS         | 27        | 1         | 0     | 0    | 1          | 0          | 21       | 1        |
| San Diego            | 2025     | MLS         | 0         | 0         | 0     | 0    | 0          | 0          | 0        | 0        |
| Összesen             | Összesen | Összesen    | 125       | 3         | 14    | 2    | 9          | 0          | 148      | 5        |

## Sikerei, díjai
Inter Miami
- US Open Cup
  - Döntős (1): 2023

- Leagues Cup
  - Győztes (1): 2023